# Drosera solaris
Drosera solaris är en sileshårsväxtart som beskrevs av Andreas Wistuba och S.Mcpherson. Drosera solaris ingår i släktet sileshår, och familjen sileshårsväxter. Inga underarter finns listade i Catalogue of Life.